# Кекчі (мова)
Кекчі — мова народу кекчі, представники котрого проживає у Гватемалі та Белізі.

## Поширення
Межі поширення кекчі простягаються від північної Гватемали до південного Белізу. Певна кількість носіїв присутня також і у Мексиці.
Загалом площа на котрій розповсюджена кекчі становить понад 24,662 км².
| Департамент   | Муніципалітети де говорять мовою кекчі                                                                     |
| ------------- | --- |
| Альта-Верапас | Чахаль, Чісек, Кобан, Фрай Бартоломе де лас Касас, Ланкін, Пансос, Чамелько, Карча, Кахабон Сенаху, Тукуру |
| Баха-Верапас  | Пурула |
| Петен         | Ла-Лібертад, Поптун, Сан-Луїс, Саяшче                                                                      |
| Кіче          | Ішкан, Плайя-Гранде, Успатан                                                                               |
| Ісабаль       | Ель Естор, Лівінгстон, Моралес                                                                             |

1. ↑  ScriptSource - Guatemala
2. ↑  ScriptSource - Belize